# Kosmos b
kosmos b (ehemals BildungsCent e.V.) ist ein gemeinnütziger Verein mit Sitz in Berlin. Ziel des Vereins ist die Förderung einer neuen und nachhaltigen Lehr- und Lernkultur in Deutschland. Die Bildungsangebote des Vereins stellen Partizipation und Potenzialentfaltung von jungen Menschen sowie Bildung für nachhaltige Entwicklung in den Mittelpunkt. Unterstützende der Arbeit des Vereins sind Partner aus Wirtschaft, Politik und Zivilgesellschaft.

## Geschichte
Der Verein wurde 2003 unter dem Namen BildungsCent e.V. auf Initiative der damaligen Herlitz PBS AG gegründet. Die Bildungsangebote für alle Schulformen sollten gesellschaftspolitisch wichtige Themen handlungs- und erfahrungsorientiert in den Schulalltag integrieren. Anfang 2025 wurde der Verein in kosmos b e.V. Bildung. Begegnung. Beteiligung. umbenannt. kosmos b sieht sich dabei als impulsgebend und prozessbegleitend für die Förderung einer schulindividuellen und partizipativen Umsetzung verschiedener Programme. Die Themen der ersten Programme des Vereins waren Ernährung und Bewegung, Schulmanagement, Organisations- und Qualitätsentwicklung, Medienkompetenz, Berufsorientierung, Beteiligungsstrukturen für Kinder, Jugendliche und Eltern, Gewaltprävention, Klimawandel und Klimaschutz.
Mit dem Klimaschutz-Programm Aktion Klima! und dem Folgeprogramm Aktion Klima! mobil erlangte der Verein zwischen 2008 und 2012 größere Bekanntheit und erhöhte seine Reichweite. Über 2.000 Schulen nahmen deutschlandweit an dem Programm teil und erhielten eine KlimaKiste bzw. das Aktion-Klima-Mobil mit Messgeräten und Handbüchern. Im Rahmen des Programms KlimaPakete wurden im Jahr 2022 und 2023 6.000 KlimaPakete mit aktivierenden Materialien zum Klimaschutzgesetz und zur Treibhausgasneutralität an über 1.000 Schulen und Bildungseinrichtungen in ganz Deutschland verschickt. Durch das Programm GenerationenCampus entwickeln Kommunen seit 2023 generationsübergreifende Projekte und setzen sich für mehr Generationsgerechtigkeit ein. Über das Programm KI-Box Klima werden seit 2024 bundesweit 1.000 Materialkisten zum Thema Künstlicher Intelligenz und Natürlicher Klimaschutz an Schulen und Bildungseinrichtungen verteilt.
Zwischen 2003 und 2023 setzte der Verein bundesweit 43 Programme um.

## Organisationsstruktur

### Mitglieder und Leitung
Der Verein hat 13 ordentliche Mitglieder, 10 fördernde Mitglieder und ein Ehrenmitglied. Ein Mal pro Jahr findet eine Mitgliederversammlung statt. Der von der Mitgliederversammlung gewählte Vorstand besteht aus den Vorstandsmitgliedern Anja Ostermann als hauptamtliche Vorstandsvorsitzende, Christina Masuch als ihre Stellvertreterin und Inka Rosini.

### Finanzierung
Im Jahr 2023 wurden im ideellen Bereich 91 %, im Zweckbetrieb 8 % und im wirtschaftlichen Geschäftsbetrieb 1 % der Einnahmen generiert. Der Verein erhielt öffentliche Zuwendungen u. a. vom Bundesministerium für Umwelt, Naturschutz, Bau und Reaktorsicherheit und vom Bundesministerium für Wirtschaft und Klimaschutz.

### Name
Der Name kosmos b – Bildung. Begegnung. Beteiligung. (ehemals BildungsCent e.V.) möchte Raum für eine Vielfalt an Themen zulassen – von Klimakrise und Demokratiebildung bis hin zu Chancengerechtigkeit und Gesundheit. kosmos b füllt diesen Raum mit Ideen, Programmen und Angeboten und schafft so Möglichkeiten für eine zukunftsfähige Gesellschaft. 
Bildung eröffnet den Zugang zu Wissen und Zukunftskompetenzen.  
Begegnung ermöglicht Austausch, gegenseitiges Verständnis und die Wertschätzung von Vielfalt.
Beteiligung fördert Engagement und die aktive Mitgestaltung der Gesellschaft. Dieses Zusammenspiel bildet die Grundlage für eine gerechte und nachhaltige Zukunft – und den Kern der Arbeit des Vereins.

### Arbeitsweise
Der Verein sieht seine Mission in der Inspiration von „Schulen durch vielfältige Impulse, zukunftsweisende Programme und die Vernetzung mit außerschulischen Partnern.“ Der Verein betrachtet Schulen als entscheidende Orte gesellschaftlicher Transformation hin zu mehr Nachhaltigkeit im Sinne der 17 Ziele für nachhaltige Entwicklung der Agenda 2030 der Vereinten Nationen. Die Beteiligung von Kindern und Jugendlichen an der Gestaltung der Gesellschaft, Potenzialentfaltung und Wertschätzung sind Ziele der Bildungsangebote. Durch stetiges Monitoring und externe Evaluationen werden die Angebote optimiert. Seit dem 1. September 2013 legt der Verein Informationen über seine Tätigkeiten nach den Vorgaben der Initiative Transparente Zivilgesellschaft offen.

## Aktivitäten

### Wirkungskreis und Programme
Der Wirkungskreis erstreckt sich auf alle Bundesländer Deutschlands. Nach eigenen Angaben kooperierte kosmos b insgesamt mit mehr als 8.000 Schulen und Bildungseinrichtungen.
Seit 2003 wurden 43 Programme zu unterschiedlichen Themen durchgeführt.
Aktuelle Programme:
GenerationenCampus:
Der GenerationenCampus motiviert Menschen dazu, aktiv aufeinander zuzugehen, sich auszutauschen und sich für Generationengerechtigkeit einzusetzen. Die Plattform stärkt das Miteinander der Generationen und fördert die Vernetzung untereinander.

KlimaPakete:Im Programm KlimaPakete werden über 6.000 KlimaPakete an über 1.000 Schulen und Bildungseinrichtungen in ganz Deutschland verschickt. Die KlimaPakete machen das Klimaschutzgesetz und das abstrakte Ziel der Treibhausgasneutralität erfahrbar.

KlimaGesundheit – Aktiv für Kitas:
Erziehende in Kitas werden durch einen Präventions-Workshop und ein KlimaGesundheits-Päckchen in ihrer Wissens- und Handlungskompetenz gestärkt, um Kinder auch unter veränderten klimatischen Bedingungen bestmöglich schützen zu können.

Berliner KlimaKitas:
Das Programm Berliner KlimaKitas bietet (angehenden) Erziehenden Handlungsmöglichkeiten, die Themen Klimaschutz und Klimafolgenanpassung im Kita-Alltag zu verankern.

KI-Box Klima:Die KI-Box Klima bietet jungen Menschen einen niedrigschwelligen und praxisorientierten Einstieg in die Zukunftsthemen Künstliche Intelligenz (KI) und Natürlicher Klimaschutz.

KlimaChallenges (mit Teach First Deutschland):
Die KlimaChallenges macht jungen Menschen an Schulen in herausfordernden Umfeldern Klimaschutz mit aktivierenden und niedrigschwelligen Klimaschutz-Aktionen leicht zugänglich.

### Kampagnen
Anlässlich der UN-Klimakonferenz in Paris 2015 entstand im Rahmen des Programms KlimaKunstSchule die KlimaKunstKampage. Deutschlandweit nahmen 70 Schüler daran teil, unter anderem übergaben sie 3.000 Postkarten mit Wünschen an die deutsche Delegation. Die Aktion Postkarten für Paris fand Erwähnung in der Regierungserklärung der Bundesumweltministerin Barbara Hendricks zu den Regierungsverhandlungen in Paris vom 4. Dezember 2015.
Anlässlich des Erdbebens in Haiti am 12. Januar 2010 riefen der Verein und Save the Children Deutschland e.V. alle Schulen in Deutschland unter dem Motto „Schulen helfen Haiti“ zu einer Spendenaktion auf. 34 Schulen haben mit verschiedenen gemeinnützigen Aktionen Spenden in Höhe von mehr als 30.000 Euro gesammelt.
Mit der Generationen-Challenge im November 2020 konnte zudem eine bundesweite Reichweite für das Thema „Dialog der Generationen“ geschaffen werden. An drei Tagen kamen 100 Personen im digitalen Raum zusammen. Inspiriert von 10 Experten entstanden in generationenübergreifenden Arbeitsgruppen zehn Ideen in den Themenfeldern Demokratie, Digitalisierung, Mobilität und Covid-19.

## Auszeichnungen
2008/2009 wurde das Programm Klima 2.0 als offizielles Projekt der UN-Dekade Bildung für nachhaltige Entwicklung ausgewählt.
2009 erhielt das Programm Partners in Leadership die Auszeichnung als ausgewählter Ort im Land der Ideen.
2011 erhielt das Programm Partners in Leadership den Generali European Employee Volunteering Award Deutschland in der Kategorie Innovation.
2011 Erreichte das Programm Aktion Klima! den zweiten Platz des Green Spider Network Awards.
2013 erhielten die Programme Aktion Klima! und Aktion Klima! mobil das Wirkt-Gütesiegel der Phineo gAG für Wirkungspotential und Transparenz.
2014 erhielt KlimaKunstSchule die Auszeichnung des IPN Global Best Chair‘s Award.
2015 wurde das Programm Aktion Wald! offizielles Projekt der UN-Dekade Biologische Vielfalt.
2017 wurden die Programme Schule engagiert. und Startgreen@School als herausragende Bildungsinitiativen für nachhaltige Entwicklung durch das Bundesministerium für Bildung und Forschung und der Deutschen UNESCO-Kommission ausgezeichnet.
2018 wurde das Modellprojekt KursWechsel zum Preisträger des Deutschen Lokalen Nachhaltigkeitspreises ZeitzeicheN 2018 – in der Kategorie „Bildung und Kommunikation für eine nachhaltige Entwicklung.“  
2021 wurde der Verein als eine von drei deutschen Initiativen für den UNESCO-Japan Preis für Bildung für nachhaltige Entwicklung nominiert.
2025 gehörte kosmos b zu den Top 20 Initiativen des „Nationalen Preis – Bildung für nachhaltige Entwicklung“, den das Bundesministerium für Bildung und Forschung und die Deutsche UNESCO-Kommission vergeben.